# Mayookha Johny
Mayookha Mathalikunnel Johny (ur. 9 kwietnia 1988 w Mumbaju) – indyjska lekkoatletka specjalizująca się w trójskoku i skoku w dal, uczestniczka igrzysk olimpijskich, rekordzistka kraju.
W 2006 zajęła 6. miejsce w skoku w dal na mistrzostwach Azji juniorów w Makau. Uczestniczka uniwersjady w Bangkoku (2007). W 2010 zajęła 6. miejsce w skoku w dal oraz 7. w trójskoku podczas igrzysk Wspólnoty Narodów. Złota i brązowa medalistka mistrzostw Azji w Kobe (2011). W tym samym roku na dziewiątym miejscu zakończyła rywalizację skoku w dal podczas światowego czempionatu w Daegu. W 2012 bez powodzenia startowała na halowych mistrzostwach świata i igrzyskach olimpijskich. Brązowa medalistka czempionatu Azji w Pune (2013).
Wielokrotna mistrzyni i rekordzistka Indii. Jest pierwszą lekkoatletką z Indii, która przekroczyła granicę 14 metrów w trójskoku oraz drugą w historii reprezentantką tego kraju (obok Anju Bobby George), która zakwalifikowała się do finału lekkoatletycznych mistrzostw świata.

## Osiągnięcia
| Rok  | Impreza                    | Konkurencja | Miejsce    | Lokata            | Wynik (m) |
| ---- | -------------------------- | ----------- | ---------- | ----------------- | --------- |
| 2006 | Mistrzostwa Azji juniorów  | Makau       | trójskok   | 6. miejsce        | 12,29     |
| 2007 | Uniwersjada                | Bangkok     | skok w dal | el. – 20. miejsce | 5,97      |
| 2007 | Uniwersjada                | Bangkok     | trójskok   | 18. miejsce       | 12,72     |
| 2010 | Igrzyska Wspólnoty Narodów | Nowe Delhi  | skok w dal | 6. miejsce        | 6,30      |
| 2010 | Igrzyska Wspólnoty Narodów | Nowe Delhi  | trójskok   | 7. miejsce        | 13,58     |
| 2010 | Igrzyska azjatyckie        | Kanton      | skok w dal | 7. miejsce        | 6,33      |
| 2011 | Mistrzostwa Azji           | Kobe        | skok w dal | 1. miejsce        | 6,56      |
| 2011 | Mistrzostwa Azji           | Kobe        | trójskok   | 3. miejsce        | 14,11     |
| 2011 | Mistrzostwa świata         | Daegu       | skok w dal | 9. miejsce        | 6,37      |
| 2011 | Mistrzostwa świata         | Daegu       | trójskok   | el. – 19. miejsce | 13,99     |
| 2012 | Halowe mistrzostwa świata  | Stambuł     | trójskok   | el. – 12. miejsce | 13,95     |
| 2012 | Igrzyska olimpijskie       | Londyn      | trójskok   | el. – 22. miejsce | 13,77     |
| 2013 | Mistrzostwa Azji           | Pune        | skok w dal | 3. miejsce        | 6,30      |
| 2014 | Igrzyska Wspólnoty Narodów | Glasgow     | skok w dal | el. – 19. miejsce | 6,11w     |
| 2014 | Igrzyska azjatyckie        | Inczon      | skok w dal | 9. miejsce        | 6,12      |
| 2014 | Igrzyska azjatyckie        | Inczon      | trójskok   | 9. miejsce        | 13,50     |
| 2015 | Mistrzostwa Azji           | Wuhan       | skok w dal | 6. miejsce        | 6,24      |
| 2016 | Halowe mistrzostwa Azji    | Doha        | skok w dal | 1. miejsce        | 6,35      |
| 2016 | Halowe mistrzostwa Azji    | Doha        | trójskok   | 2. miejsce        | 14,00     |

## Rekordy życiowe
- Skok w dal – 6,64 (2010)
- Skok w dal (hala) – 6,44 (2012) rekord Indii
- Trójskok – 14,11 (2011) rekord Indii
- Trójskok (hala) – 14,00 (2016) rekord Indii